# Organizace knihovního fondu
Organizace knihovního fondu je způsob, jakým jsou dokumenty v knihovnách uspořádány, aby byly snadno dostupné pro uživatele, ale také pro knihovníky. Cílem je umožnit návštěvníkům knihovny rychlou orientaci, usnadnit jim přístup k dokumentům a zajistit jejich dostupnost. Správné uspořádání je klíčové pro veřejné knihovny, ale také pro specializované instituce, jako jsou např. univerzitní knihovny, vědecké knihovny nebo školní knihovny.
Mezi základní prvky organizace knihovního fondu patří jeho stavění, katalogizace, třídění knihovních jednotek a vyřazování dokumentů, které již nejsou vyhovující vzhledem k funkci dané instituce.

## Stavění fondu
Stavěním knihovního fondu se rozumí systematické uspořádání jednotek podle klasifikačního systému, což umožňuje snadné vyhledávání i vracení dokumentů. Systém pro stavění fondu závisí na jednotlivých knihovnách z hlediska prostoru, kterým disponují, jejich zaměření a potřeb uživatelů. Existují tři základní způsoby stavění knihovního fondu: věcné, formální a lokální.

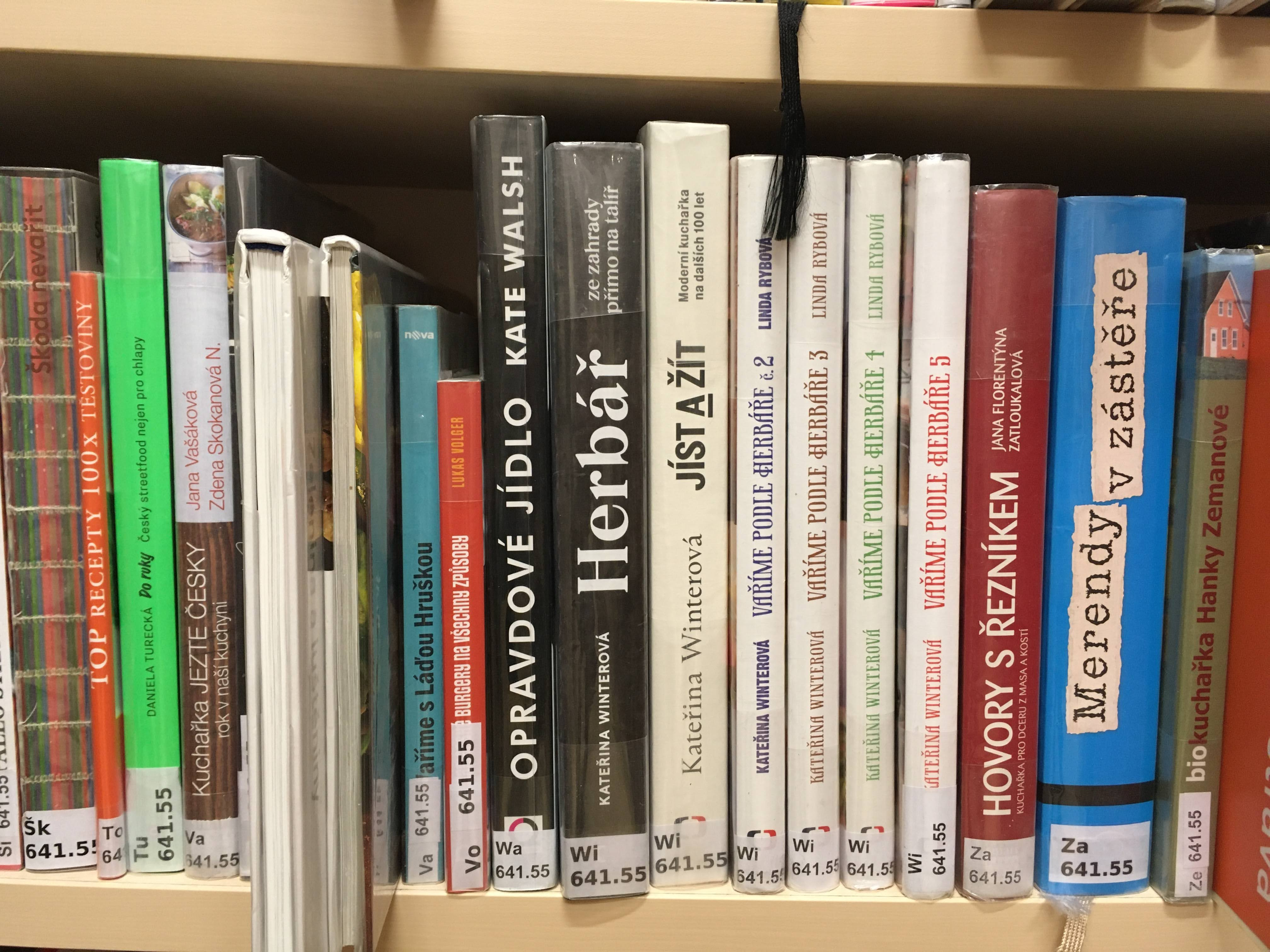
Volný výběr odborné literatury v Městské knihovně v Poděbradech seřazený podle MDT

Věcné stavění spočívá v rozdělení knihovních jednotek do skupin podle obsahu (např. téma, obor). Tento typ stavění lze provádět dvěma způsoby. Při systematickém stavění jsou dokumenty rozděleny do tematických skupin vymezených klasifikačními systémy, jako jsou Deweyho desetinné třídění, Mezinárodní desetinné třídění či Třídění Kongresové knihovny, a dále jsou řazeny např. podle abecedy nebo pořadového čísla. Druhým typem je třídění tematické. To se používá u menších, specificky orientovaných fondů (např. ve školních knihovnách). Tematické třídění nepoužívá klasifikační systémy, ale konkrétní institucí jsou stanoveny tematické skupiny nejlépe vyhovující pro třídění daného fondu.
Formální stavění je typické tím, že jsou dokumenty rozdělovány podle formálních znaků, např. abecedně (podle jména autora), podle velikosti formátu dokumentu, chronologicky, geograficky (místo vydání), podle přírůstkového čísla nebo také dle jazyku dokumentu.
Lokální stavění je využíváno především u fondů, které jsou již uzavřenými celky a nejsou tedy doplňovány (např. v klášterních nebo zámeckých knihovnách). Podstatou tohoto stavění je, že dokument je vázán na jedno umístění, které se nemění. Jde tedy o označení konkrétní místnosti či police, kde se daná knihovní jednotka nachází.

## Katalogizace
Dalším prvkem organizace knihovního fondu je katalogizace, díky které je možné vytvářet přesné záznamy o dokumentech (včetně identifikačních údajů, které knihovna přiřadí každé knihovní jednotce). Tento proces usnadňuje evidenci a zároveň snadné vyhledávání konkrétních dokumentů. Moderní knihovny využívají elektronické katalogy, které jsou propojeny s databázemi, v nichž lze dokumenty vyhledávat podle různých kritérií. Těmito kritérii mohou být např. autor, název nebo klíčová slova. V některých případech jsou dokonce dokumenty prostřednictvím katalogů i přístupné.

## Revize
Revize knihovního fondu je proces, při kterém dochází k porovnání knihovních jednotek evidovaných v knihovním fondu a skutečného stavu. Provádí se v pravidelných intervalech, které v Česku stanovuje knihovní zákon (Zákon č. 257/2001 Sb., o knihovnách a podmínkách provozování veřejných knihovnických a informačních služeb). Revize fondu může být provedena také při stěhování, násilném vniknutí do instituce apod. Výsledkem je zjištění počtu dokumentů, které nebyly nalezeny a jsou považovány za ztracené, a zároveň rozhodnutí, které dokumenty je potřeba vyřadit.

## Vyřazování
Vyřazování knihovních jednotek je důležitým procesem, který napomáhá udržování aktuálnosti a kvality knihovního fondu. Pravidla vyřazování knihovních dokumentů upravuje taktéž tzv. knihovní zákon z roku 2001, podle kterého mohou být vyřazeny dokumenty, které neodpovídají zaměření knihovny, multiplikáty nebo dokumenty, které jeví značné známky opotřebení či poškození, a to do takové míry, že je již nelze chápat jako informační prameny. K rozhodování o vyřazení dokumentu dochází na základě revize. V případě konzervačních a historických fondů je k vyřazení nutný souhlas Ministerstva kultury ČR.